# Federico Durán López
Federico Durán López (1950, Cadis) és un professor de dret, autor prolífic de publicacions acadèmiques. Doctor en Dret per la Universitat de Bolonia. El 1992 esdevení president del Consell Econòmic i Social d'Espanya.
A la Universitat de Cadis ha sigut degà de la Facultat de Dret (1980-1984) i vicerector entre 1986 i 1990.